# Discurso de Nicolae Ceauşescu de 21 de agosto de 1968
No dia 21 de agosto de 1968 Nicolae Ceauşescu, Secretário-geral do partido comunista romeno, realizou um discurso condenando fortemente a invasão do Pacto de Varsóvia na Tchecoslováquia.

## Fundo
Na noite de 20 de agosto de 1968, quatro nações do Pacto de Varsóvia (União Soviética, Bulgária, Hungria, Polônia) invadiram a Tchecoslováquia em um esforço para acabar com a ideologia reformista de Alexander Dubček, Primeiro-secretário do Partido Comunista da Tchecoslováquia.

## Discurso
Em 21 de agosto, no que se tornou seu discurso mais famoso, Ceauşescu denunciou corajosamente a invasão em um discurso público diante de 100.000 pessoas na Praça do Palácio, em Bucareste, e declarou que foi um "grave erro e constituiu um grave perigo para a paz na Europa e para as perspectivas do socialismo mundial". Seu discurso foi percebido como um gesto ousado de desobediência à União Soviética, tanto em casa quanto no exterior. O discurso fez parte dos esforços do governo romeno desde 1956 para afirmar sua independência em relação a Moscou.

## Resultado
A resposta de Ceauşescu consolidou a voz independente da Romênia nas duas décadas seguintes, especialmente porque Ceauşescu encorajou a população a pegar em armas para cumprir qualquer manobra semelhante no país. Ele recebeu uma resposta inicial entusiasmada, com muitas pessoas dispostas a se inscrever na recém-formada Guarda Patriótic